# جون بي. دالي
جون بي. دالي هو سياسي أمريكي، ولد في 29 أبريل 1929 في نيويورك في الولايات المتحدة، وتوفي في 3 أبريل 1999 في ليوستون في الولايات المتحدة. نشط حزبياً في الحزب الجمهوري. وقد انتخب عضو جمعية ولاية نيويورك ‏.